# لوسی استفان
لوسی استفان (انگلیسی: Lucy Stephan؛ زادهٔ ۱۰ دسامبر ۱۹۹۱) قایقران روئینگ اهل استرالیا است.
وی در مسابقات کشوری و بین‌المللی در مجموع برندهٔ ۸ مدال طلا، ۳ مدال نقره، ۱ مدال برنز شده‌است.